# IC 1043
IC 1043 ist eine Galaxie vom Hubble-Typ S im Sternbild Jungfrau an der Ekliptik. Sie ist rund 426 Millionen Lichtjahre von der Milchstraße entfernt.
Das Objekt wurde am 28. Mai 1891 von Stéphane Javelle entdeckt.